# Giovanni Favretto
Giovanni Favretto (Trieste, 26 luglio 1922 – San Donà di Piave, 8 maggio 1950) è stato un rugbista a 15 italiano, pilone del Giovinezza di Trieste e due volte internazionale tra il 1948 e il 1949.

## Biografia
Studente al Politecnico di Milano, ivi si laureò in ingegneria, nel frattempo esordendo in campionato con la squadra universitaria del GUF nel 1940.
Passato nell'immediato dopoguerra all'Amatori Milano, con esso, nell'unica stagione in cui vi militò, si laureò campione d'Italia contribuendo alla vittoria del quattordicesimo scudetto del club lombardo.
Tornato a Trieste, sua città natale, nelle file del Giovinezza, intraprese la professione di ingegnere e di docente associato all'università giuliana, e nel 1948 debuttò in nazionale in occasione di un incontro a Parma contro la Cecoslovacchia; la sua seconda e ultima apparizione in azzurro fu un anno più tardi a Praga, contro lo stesso avversario.
Morì a 27 anni a San Donà di Piave a causa di un incidente stradale occorsogli mentre si recava in trasferta per un incontro di campionato; il decesso avvenne in ospedale pochi giorni dopo il sinistro.

## Palmarès
- Campionati italiani: 1
Amatori Milano: 1945-46